# Jökulshöfuð
Jökulshöfuð är en bergstopp i republiken Island. Den ligger i regionen Suðurland, 160 km öster om huvudstaden Reykjavík. Toppen på Jökulshöfuð är 845 meter över havet.
Trakten runt Jökulshöfuð är nära nog obefolkad, med mindre än två invånare per kvadratkilometer. Närmaste större samhälle är Vík í Mýrdal, omkring 15 kilometer söder om Jökulshöfuð. Trakten runt Jökulshöfuð är permanent täckt av is och snö.